# Сальседо, Клаудия
Кла́удия Сальсе́до Кеса́да (исп. Claudia Salcedo Quezada; род. 1980) — чилийская биатлонистка, двукратная чемпионка Южной Америки.

## Карьера
На протяжении многих лет является одной из сильнейших биатлонисток Южной Америки и сильнейшей в своей стране.
Впервые на международных соревнованиях выступила в 2003 году. На этапе Кубка Европы в итальянской Валь-Риданне стала 50-й из 52-х финишировавших биатлонисток. Лучшим результатом за всё время выступлений является 20-е место, занятое в спринте на этапе в швейцарском Гурнигеле.
Трижды принимала участие в розыгрыше Кубка мира по биатлону. В сезоне 2004/2005 она выступила на предолимпийском этапе в Турине, где стала 104-й в индивидуальной гонке и 106-й в спринте, а также на этапе в словенской Поклюке, где заняла 87-е место.
Из-за проблем с финансами спортсменка не может выступать на крупных зимних стартах и ограничивается участием в чемпионатах Южной Америки по биатлону. Дважды ей удавалось выиграть общий зачёт турнира.
Кроме биатлона Сальседо принимает участие в международных турнирах по лыжным гонкам.